# Puffin cul-noir
Puffinus opisthomelas
Espèce
Statut de conservation UICN

 NT  : Quasi menacé
Le Puffin cul-noir (Puffinus opisthomelas) est une espèce d'oiseaux de la famille des Procellariidae.

## Répartition
Cette espèce vit dans l'océan Pacifique.